# Bagnacavallo
Bagnacavallo (Bagnacavàl in romagnolischem Dialekt) ist eine Gemeinde in der Provinz Ravenna, in der Romagna. 
Bagnacavallo unterhält partnerschaftliche Beziehungen zur deutschen Gemeinde Neresheim in Baden-Württemberg (seit 1994), zur polnischen Stadt Strzyżów in der Woiwodschaft Karpatenvorland (seit 2006) sowie zur französischen Gemeinde Aix-en-Othe in der Region Grand Est (seit 2012).

## Lage und Einwohner
Sie liegt 55 km von Bologna und 30 km vom Meer entfernt und hat 16.480 Einwohner (Stand 31. Dezember 2023).
Bagnacavallo besteht neben der Kernstadt aus den Ortsteilen Villanova, Villa Prati, Traversara, Rossetta, Glorie, Masiera und Masiera. Die Nachbargemeinden sind: Alfonsine, Cotignola, Faenza, Fusignano, Lugo, Ravenna und Russi.

## Frühmittelalter
Im Frühmittelalter wurde Bagnacavallo „castrum Tiberiacum“ genannt (Anastasio Bibliotecario, im Jahr 756). Das castrum war ein Teil der von den Byzantinern aufgebauten Verteidigungslinie, um die Grenze mit dem langobardischen Gebiet zu verteidigen. Das umgebende Land bestand für die Mehrheit aus Sümpfen und Waldboden. Die wenigen Schriftstücke aus dieser Zeit erwähnen tatsächlich eine „magnum forestum“.
Im 7. Jahrhundert wurde die Pieve „San Pietro in Sylvis“ aufgebaut: Der Name beweist, dass sie in der Nähe an der Grenze mit einem Wald gebaut wurde (Silva auf Latein). Im Jahr 744 spendete der langobardische König Liutprando dem Bischof von Faenza 200 Hektar im „magnum forestum“. Bagnacavallo, das heutzutage zur Diözese von Faenza gehört, befand sich in der Mitte dieses Gebietes.

## Herkunft des aktuellen Namens
Das Wort Balneocaballum (Latein für „Bad der Pferde“), das für das erste Mal im 10. Jahrhundert zitiert wurde, bezieht sich auf das ehemalige Flussbett des Senio in der Strecke der heutige Via Albergone. Der Fluss durchquerte das Kerngebiet der Gemeinde, daher erwähnte der Ortsname das Vorhandensein einer Furt. Zur Durchquerung der Furt war es erforderlich, die Reittiere nass zu machen. Laut der Legende, kommt der Name von einer heilkräftigen Quelle, die das geliebte Schlachtross von Kaiser Tiberius geheilt haben soll. Darauf bezieht sich auch das Motto im Wappen, „Ingredior rhoebus, cyllaros egredior“ („Krank trete ich ein, gesund gehe ich hervor“).
Nach dem Jahr 1000 erstand der definitive Ortsname „castrum Bagnacaballi“.
Ab dem 9. und 10. Jahrhundert wurde der Boden entsumpft. Dadurch wurde die romanische Limitation wiederherstellt und die Straßenverbindung mit Faenza verbessert. Dies wurde dadurch erleichtert, dass damals zu früheren Zeiten bereits eine geradlinige Straße von Faenza nach Bagnacavallo (kardo maximus, heute Landstraße „Naviglio“) existierte.

## Spätmittelalter
Vom 11. bis zum 13. Jahrhundert dominierten die Landgrafen „Malvicini“ oder („Malabocca“). In dieser Zeit wurde der Kanalhafen in dem damaligen Flussbett des Senioflusses und ein Turm im Bereich des Hauptzugangs der Stadt aufgebaut. Unter den wenigen Meldungen aus dieser Zeit ist ein sarkastischer Kommentar von Dante Alighieri bemerkenswert. In seiner Göttlichen Komödie schreibt er „Gut mach’s Bagnacaval, sich nicht mehr fortzupflanzen“ (Läuterungsberg, XIV, 115). Damit freut er sich auf das Aussterben der Malvicini Dynastie.
Von 1308 bis 1329 beanspruchen die Grafen aus Cunio Bagnacavallo und somit geht die Stadt in den Besitz des Heiliger Stuhls. Die Grafen bauten die Festung auf und umringten die Stadt mit einem Graben.
Im Jahr 1375 beschlagnahmte der Condottiere Giovanni Acuto, der damals für den Kirchenstaat gearbeitet hat, die Stadt als Entschädigung, da er für seinen Dienst nicht bezahlt wurde. Sechs Jahre danach (1381) verkaufte er sie Niccolò II. d’Este. Im Jahr 1394 gab die Familie d’Este die Stadt im Namen des Heiligen Stuhls der Familie Da Polenta aus Ravenna. Im Jahr 1440 gab Papst Eugenio IV. sie an Niccolò III. d’Este.

## 20. Jahrhundert
Während des Zweiten Weltkrieges, in der Zeit der deutschen Besatzung, fanden zeitweilig einige vertriebene jüdische Familien aus Rijeka Schutz auf dem Versuch, die Schweiz zu erreichen. Durch diese solidarische Tat zeichneten sich Antonio Dalla Valle und die Familie Tambini aus. Am 28. April 1974 hat das Institut Yad Vashem aus Jerusalem Antonio Dalla Valle und das Ehepaar Aurelio und Aurelia Tambini sowie ihre Kinder Vincenzo und Rosina mit dem Ehrenzeichen Gerechter unter den Völkern ausgezeichnet.

## Sehenswürdigkeiten
Die Altstadt von Bagnacavallo, mit ihrem mittelalterlichen Grundriss und mehreren mit Fresken bemalten Palästen aus dem 17. und 18. Jahrhundert, ist gut erhalten.
- Piazza Nuova (Neuplatz) – Ellipsenförmiger Platz aus dem 18. Jahrhundert. Er ist von einer aus 30 Rundbögen bestehenden Arkade umringt. Er wurde im Jahr 1758 als Handelsort, Sitz für Metzgereien, Fischmärkte und Ölläden aufgebaut.

- Il Castellaccio – Der Palast wurde von der Familie Malvicini im 15. Jahrhundert aufgebaut. Er ist der älteste Palast der Stadt.

- Piazza della Libertà (Freiheitplatz) – Hauptplatz der Gemeinde, von dem aus man auf das Carlo Goldoni Theater und das Rathaus aus dem 17. Jahrhundert blickt.

- Torre Civica (Bürgerturm) – 35 Meter hoher Turm, der am Piazza della Libertà liegt. Der Turm wurde im 13. Jahrhundert aus Steinmauern aufgebaut und im 16. Jahrhundert wurde die Uhr auf die Fassade hinzugefügt. Vom 18. bis zum 19. Jahrhundert wurde er als Gefängnis benutzt. Der bekannteste Häftling war der Geächtete Stefano Pelloni, der unter dem Namen „Il Passatore“ bekannt wurde.

- Convento di San Francesco (Kloster San Francesco) – Das Kloster aus dem 13. Jahrhundert enthält die Kirche und den Kreuzgang aus dem 18. Jahrhundert. Heutzutage gehören die Gebäude dem Land und werden als Gasthof und für Veranstaltungen genutzt.[4]

- ·Chiesa San Michele Arcangelo (Kirche Heiliger Erzengel Michael) – Die Kirche, die am Piazza della Libertà liegt, wurde im 12. Jahrhundert von dem Grafen Malvicino gebaut und befindet sich heute im Barockstil. In der Kirche befindet sich das vom Bartolomeo Ramenghi gemalte Altarbild „Cristo in gloria coi Santi Michele, Pietro, Giovanni Battista e Bernardino“ aus dem 16. Jahrhundert.

- Chiesa di San Giovanni (Kirche Heiliger Johannes) – Die Kirche liegt in Via Garibaldi und wurde im 14. Jahrhundert aufgebaut. Nach dem Erdbeben im Jahr 1688 wurde sie wieder im Barockstil aufgebaut. In der Kirche befinden sich Gemälde vom Maler Giuseppe Marchetti aus Forlì.

- Pieve di San Pietro in Sylvis (Pfarrei Heiliger Peter in Sylvis) – Die Pfarrei wurde Ende des 7. Jahrhunderts aufgebaut und liegt heutzutage zwei Kilometer westlich der Gemeinde. Der Ort wurde bereits in der römischen Zeit wegen des heilsamen Wassers besucht. Die Pfarrei ist einer der am besten erhaltenen Pfarreien im Gebiet von Ravenna. Das Innere enthält Bogenfries und Pilaster ohne Kapitelle. Der Altar enthält Marmore aus dem 6. Jahrhundert.

## Naturalgebiet
Podere Pantaleone (Gutshof Pantaleone) ist ein Schutzwaldgebiet, das sechs Hektar groß ist. Bis in die 1950er Jahre wurde der Hof landwirtschaftlich genutzt. Seit 1987 ist es Naturschutzgebiet für Ökologie und Umwelt. Im Laufe der Jahrzehnte hat die urwüchsige Natur ein interessantes Habitat hervorgebracht, ein Hinweis auf die alten romagnolischen Felder. Im Gutshof Pantaleone kann man die typische Pflanzen- und Tierwelt der Po-Ebene, die anderswo fast ausgestorben ist, beobachten.

## Museen
- Bürgermuseum der Kapuziner: Bibliothek und Bildergalerie von Bagnacavallo, mit mehr als 50 einzigartigen Kunstwerken vom 13. bis 16. Jahrhundert.

- Öko-Museum der Sumpfkräuter[6] (Ecomuseo delle Erbe Palustri) in Villanova di Bagnacavallo[7]. Das Museum hat das Ziel, das Wissen über die Verarbeitung von Sumpfkräutern ab dem 15. Jahrhundert in Villanova wiederherzustellen.

## Klima
|                       | Jan  | Feb  | Mär  | Apr  | Mai  | Jun  | Jul  | Aug  | Sep  | Okt  | Nov  | Dez  |   |     |
| Mittl. Tagesmax. (°C) | 5,4  | 10,0 | 14,3 | 19,3 | 24,1 | 27,8 | 30,5 | 30,0 | 26,4 | 20,5 | 12,8 | 6,5  | ⌀ | 19  |
| Mittl. Tagesmin. (°C) | −1,4 | 0,3  | 2,6  | 6,2  | 10,1 | 13,7 | 15,7 | 15,5 | 12,7 | 8,2  | 4,4  | −0,7 | ⌀ | 7,3 |
|                       |      |      |      |      |      |      |      |      |      |      |      |      |   |     |
| Niederschlag (mm)     | 53   | 45   | 50   | 57   | 61   | 51   | 39   | 62   | 59   | 58   | 80   | 63   | Σ | 678 |
|                       |      |      |      |      |      |      |      |      |      |      |      |      |   |     |
| Sonnenstunden (h/d)   | 2,0  | 3,4  | 4,8  | 6,4  | 8,2  | 9,0  | 10,0 | 8,9  | 6,6  | 5,5  | 2,8  | 2,1  | ⌀ | 5,8 |
|                       |      |      |      |      |      |      |      |      |      |      |      |      |   |     |
| Regentage (d)         | 8    | 7    | 8    | 7    | 8    | 6    | 5    | 6    | 6    | 7    | 9    | 8    | Σ | 85  |

| −1,4 |

| 0,3 |

| 2,6 |

| 6,2 |

| 10,1 |

| 13,7 |

| 15,7 |

| 15,5 |

| 12,7 |

| 8,2 |

| 4,4 |

| −0,7 |

| −1,4 |

| 0,3 |

| 2,6 |

| 6,2 |

| 10,1 |

| 13,7 |

| 15,7 |

| 15,5 |

| 12,7 |

| 8,2 |

| 4,4 |

| −0,7 |

| N i e d e r s c h l a g | 53  | 45  | 50  | 57  | 61  | 51  | 39  | 62  | 59  | 58  | 80  | 63  |
|                         | Jan | Feb | Mär | Apr | Mai | Jun | Jul | Aug | Sep | Okt | Nov | Dez |

## Sonstiges Wissenswertes
- Der Maler Bartolomeo Ramenghi, auch „Il Bagnacavallo“ genannt, kam aus Bagnacavallo. Er arbeitete in Rom bei der Werkstatt von Raffael und arbeitete bei der Bemalung von verschiedenen Zimmern des Vatikans mit. In der Kirche „San Michele Arcangelo“ in Bagnacavallo und der Bildergalerie in Bologna befinden sich Altarbilde und Gemälde von ihm.

- Der englische Dichter Lord George Gordon Byron war im Jahr 1821 in Bagnacavallo. Seine Tochter Allegra Byron starb am 20. April 1822 im Kloster „San Giovanni“ in Bagnacavallo.[8]

- Nach dem Zweiten Weltkrieg wurde in Bagnacavallo das Gemälde „Madonna di Bagnacavallo“ im Kapuzinerkloster gefunden. Im Jahr 1961 wurde es von Roberto Longhi als Kunstwerk von Albrecht Dürer erkannt.

- Francesco Damiani, italienischer Schwergewichtsboxer und erster WBO-Schwergewichtsweltmeister, kommt aus Bagnacavallo

- Der Schauspieler Ivano Marescotti kommt aus Villanova di Bagnacavallo. Er hat über 50 Filme gedreht und hat mit Schauspielern und Regisseuren wie Roberto Benigni, Ridley Scott, Anthony Minghella, Clive Owen und Keira Knightley gearbeitet.

## Persönlichkeiten
- Pietro Beltrami (1812–1872), Unabhängigkeitskämpfer, Politiker und Industrieller
- Ivano Marescotti, Schauspieler
- Leo Longanesi (1905–1957), Journalist, Verleger, Zeichner, Illustrator und Humorist
- Bartolomeo Ramenghi (1484–1542), Maler
- Francesco Damiani (* 1958), Boxer
- Antonio Francesco Orioli (1778–1852), Kardinal
- Lorenzo Ilarione Randi (1818–1887), Kardinal
- Andrea Gardini (* 1965), Volleyballspieler und -trainer